# Rebecca Emilie Sattrup
Rebecca Emilie Sattrup (* 29. November 2001 in Kopenhagen) ist eine dänische Schauspielerin.

## Leben
Rebecca Emilie Sattrup wurde bekannt durch ihre Rolle der Beschämerin Dina in den beiden Literaturverfilmungen Die Hüterin der Wahrheit – Dinas Bestimmung (2015) und Die Hüterin der Wahrheit 2: Dina und die schwarze Magie (2019), die auf einer Buchreihe von Lene Kaaberbøl beruhen.
Sie ist die Tochter des Architektenehepaares Naomi und Peter Andreas Sattrup. Zum Zeitpunkt des Castings für den ersten Teil war sie gerade einmal 12 Jahre alt und konnte sich gegen 5000 Mitbewerberinnen durchsetzen. Während der Dreharbeiten besuchte sie die 7. Klasse der Bernadotteskolen und musste sich speziellen Tests unterziehen, ob sie die anstrengenden Dreharbeiten bewältigen konnte. Derzeit besucht sie das Aurehøj Gymnasium, wo sie das Abitur ablegen möchte.

## Filmografie
- 2015: Die Hüterin der Wahrheit – Dinas Bestimmung (Skammerens datter)
- 2019: Die Hüterin der Wahrheit 2: Dina und die schwarze Magie (Skammerens datter II: Slangens gave)